# 大雅茅斯
大雅茅斯（Great Yarmouth）是英格蘭諾福克郡的一個海濱城鎮，位於諾維奇以東20英里（30）。大雅茅斯自1760年開始是個海濱度假城市。

## 友好城市
- 法國 朗布依埃